# Lepidobero sinensis
Lepidobero sinensis är en fiskart som beskrevs av Qin och Jin 1992. Lepidobero sinensis ingår i släktet Lepidobero och familjen simpor. Inga underarter finns listade i Catalogue of Life.